# 野馬汽車
四川野馬汽車股份有限公司（しせんイエマきしゃ、英語: Sichuan Yema Automobile Co., Ltd.）は、中華人民共和国の自動車メーカーである。2002年以降野馬（Yema）ブランドの下でバスや自動車を製造している。会社は1980年代に創業された。2019年1月、野馬汽車は雷丁汽車（ネイバーフッド・エレクトリック・ビークルを生産する中国の低速EVメーカー）に買収された。

## 発展
野馬汽車は成都と綿陽に3つの製造拠点（成都本部、成都New Energy支部、綿陽支部）を持つ。成都本部にはChengdu Passenger Vehicle Co. やChengdu Bus Co. があり、ここでは、長距離バス、通勤バス、都市バス、乗用車（SUVおよびミニバン）、新エネルギー車が製造されている。
綿陽支部は綿陽ハイテク産業開発区にある。
2019年1月、雷丁汽車が野馬汽車を買収し、新たなLETINブランドの下で既存の野馬のガソリン車プラットフォームを使用して製造された電気自動車を製造する計画を発表した。

## モデル
- プロトタイプ
  - SQJ6480 エステート
  - SQJ6485 エステートSUV
- バン

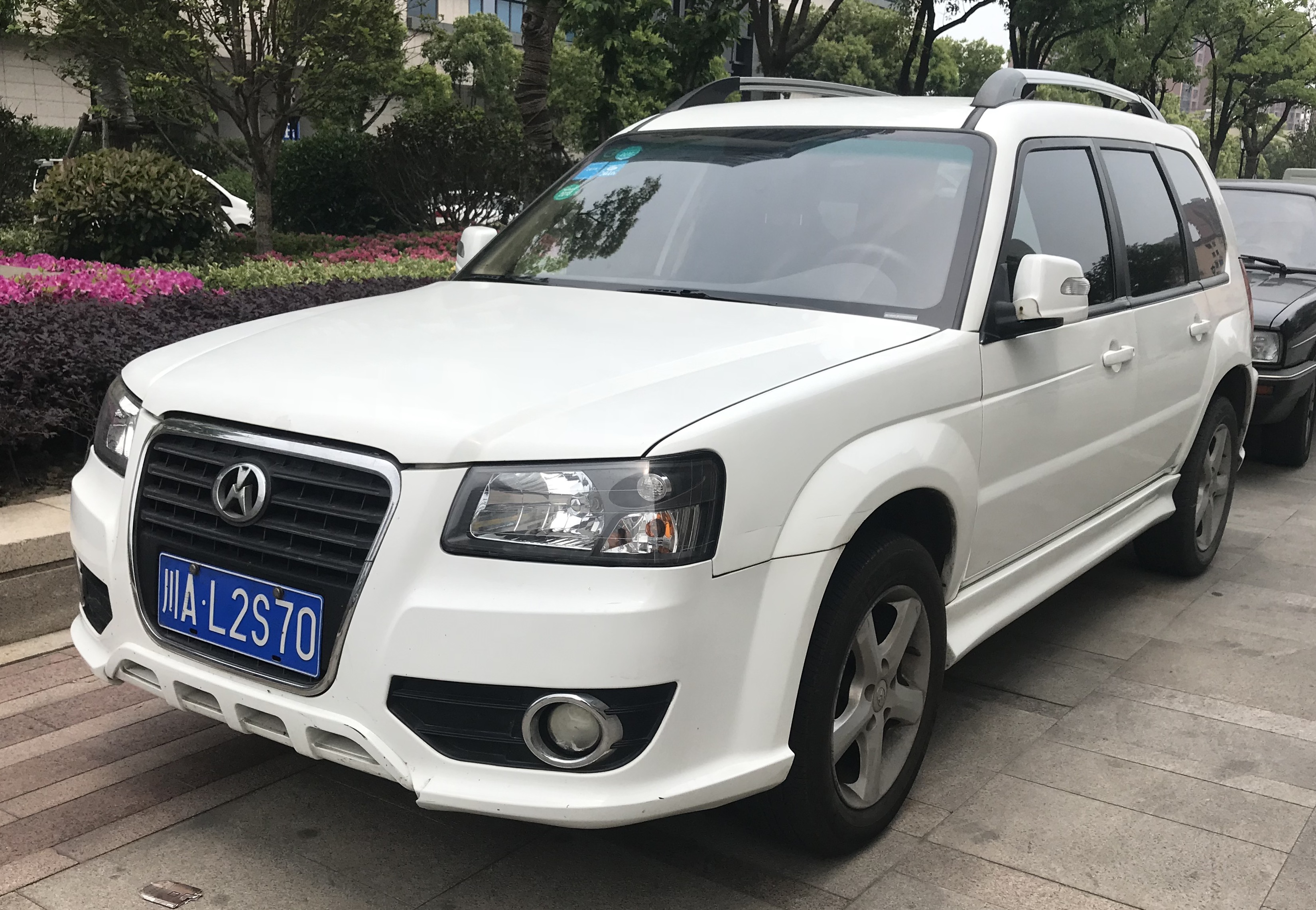
野馬・F10

  - SQJ6450/6450N（オースチン・マエストロ）
- ミニバン
  - スピカ（英語版）（外観は2代目トヨタ・アルファードのコピー）
- クロスオーバーSUV
  - SQJ6451/F99（外観や内装は2代目スバル・フォレスターのコピー、オースチン・マエストロのプラットフォームを使用）
  - F10（アウディ風のグリルを持つスバル・フォレスターのコピー車）
  - F12（起亜風のフロントエンドを持つスバル・フォレスターのコピー車）
  - F16（わずかに異なる起亜風のフロントエンドを持つスバル・フォレスターのコピー車）
  - T60（英語版）（博駿）（2018年- ）
  - T70（英語版）（コンパクトクロスオーバーSUV。排気量1.5Lおよび1.8L）
  - T80（英語版）（ミッドサイズクロスオーバーSUV） (Mid-size CUV)
- New Energy Vehicle (NEV)
  - EC70（T70を基にした電気クロスオーバーSUV）
  - EC60（T60を基にした電気クロスオーバーSUV）
  - EC30（スピカを基にした電気ミニバン）